# Baunei
Baunei (sardinsky: Baunèi) je italská obec (comune) v provincii Nuoro v regionu Sardinie. Nachází se ve výšce 480 metrů nad mořem a má přibližně 3 400 obyvatel. Rozloha obce je 211,90 km².